# Emotiv Systems

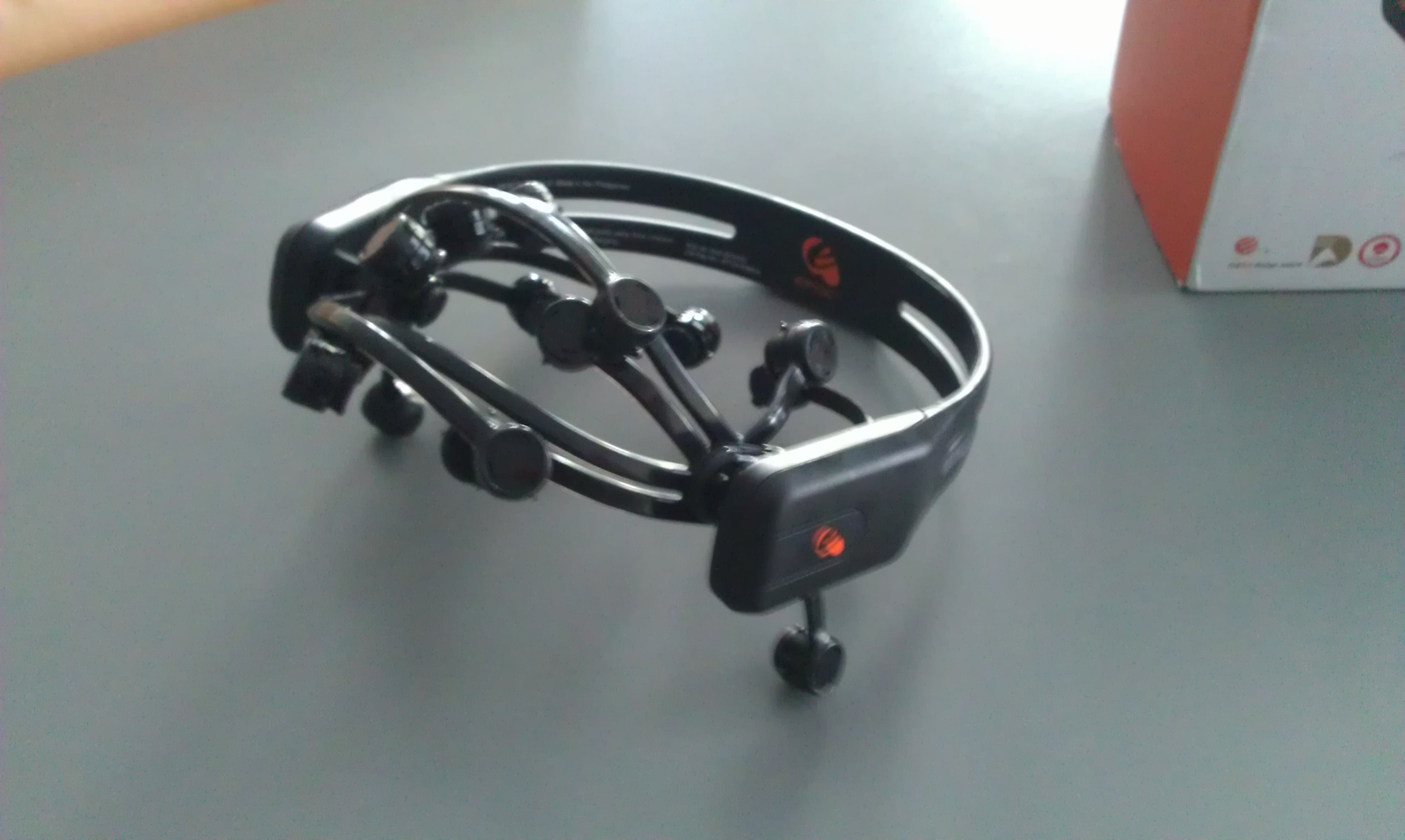
Гарнітура Emotiv EPOC

Emotiv Systems — австралійська компанія, що розробляє електроніку нейрокомп'ютерних інтерфейсів на основі електроенцефалографії (ЕЕГ). Emotiv Systems заснували в 2003 році чотири вчених і керівника: невролог професор Алан Снайде (англ. Allan Snyder), розробник чипів Нейл Вест (англ. Neil Weste), підприємець у галузі технологій Тан Лі (англ. Tan Le) (Університет Монаша) і Нам До (англ. Nam Do). Головним інженером є Джефрі Макелар (англ. Geoffrey MacKellar).
Emotiv EPOC — їх ігровий периферійний пристрій. Порівняння з Neural Impulse Actuator від OCZ та іншими конкуруючими пристроями див. Порівняння нейрокомп'ютерних інтерфейсів.

## Emotiv EPOC
У Emotiv Systems тільки один поточний продукт — Emotiv EPOC, периферичний пристрій для ігор на Windows ПК. Emotiv Systems заявляє, що гарнітура дозволить контролювати і впливати на ігри думками і виразом обличчя гравця. Вона з'єднується з комп'ютером за бездротовою технологією, і в майбутньому може працювати на інших платформах. Epoc був розроблений Emotiv Systems спільно з «Sydney based Industrial Design consultancy 4design».

### Отримання інформації
EPOC має 14 електродів (порівняно з 19 електродами стандартного медичного ЕЕГ і 3 в OCZ NIA). Самі електроди є пасивними — вловлюють сигнал і передають його далі, кріпляться на поверхні шкіри (поверхневий інтерфейс) і вимагають змочування спеціальною рідиною для кращого контакту (мокрий інтерфейс). Також має двовісний гіроскоп для вимірювання обертання голови.
Гарнітуру спочатку потрібно «навчити» розпізнавати яка думка повинна відповідати певній дії. Прилад може вимірювати чотири види даних, але деякі користувачі говорять, що головним чином знімаються дані з виразу обличчя:
- Розуміння думки (Cognitiv Suite): уявляється 12 видів руху — 6 напрямів (вліво, вправо, вгору, вниз, вперед і «зум») і 6 поворотів (обертання за і проти годинникової стрілки, поворот ліворуч і праворуч, нахил вперед і назад) — плюс ще одна візуалізація «зникнення», яку виявляють у Мю-ритмі. Ідеомоторні реакції або більш сильні сторонні струми ЕЕГ — ці «уявні» команди фактично стають «гарячими клавішами». Відео «The Game» від співробітників Emotiv показують високий ступінь труднощів в адаптації і правильному мисленні навіть у досвідчених користувачів. Через складні алгоритми виявлення викликів, є невелике відставання у виявленні думки[11].
- Емоції (Affectiv Suite): «Збудження», «Захоплення/Нудьга», «Замисленість», і «Розчарування» зараз можна виміряти. Emotiv визнає, що ці назви можуть відображати не саме ті емоції, які використовуються, і кажуть, що можуть уточнити назви, перед виходом на ринок.
- Вираз обличчя (Expressiv Suite): індивідуальні позиції вік і брів, положення очей в горизонтальній площині, сміх, зціплення зубів і посмішки зараз можливо виявити. Інші вирази можуть бути додані до випуску. Вирази виявляються датчиками ЕЕГ, які збирають сигнали м'язів обличчя, а не шляхом читання мозкових хвиль. На відміну від зчитування психічної активності, виявити зміни таким чином можна дуже швидко (10 мс)[12] надаючи вирішальну перевагу і роблячи їх придатними для швидких темпів гри в жанрі FPS.
- Обертання головою: кутову швидкість голови можна виміряти за допомогою рискання і тангажу (але не крену). Це реєструється гіроскопами, і не пов'язане з особливостями ЕЕГ.

Для сумісності з не-сумісним програмним забезпеченням буде доступна EmoKey для того, щоб прив'язати команди клавіш або їх комбінації, перетворюючи пристрій в HID.
EPOC можна використовувати, для отримання даних ЕЕГ (необроблених raw вимірювань), з Python Emokit без необхідності придбання пропрієтарного програмного забезпечення EPOC.

### Програмне забезпечення
Emotiv EPOC буде поставлятися з грою «The Game» від Demiurge Studios, побудованою на рушії Unreal. Відео з гри показували на конференціях і в інтерв'ю із засобами масової інформації. Гра передбачає, що користувач від першої особи буде ходити по віртуальному середовищі, займаючись різною діяльністю в різних місцях. Колір неба змінюється залежно від настрою гравця. Продемонстрована діяльність в грі включала підштовхування і обертання гігантських кам'яних структур у формі кам'яних хенджів; левітація великого каменя і дрібніших; ремонт мосту; вигин дерева, і відлякування духів що світяться страшним виразом обличчя.
EPOC включає в себе «EmoKey» — програмне забезпечення, що використовується для емуляції натискання клавіш на основі поєднання думки, почуття і виразу обличчя. Емуляція миші побудована на основі гіроскопів. Це програмне забезпечення дозволяє управляти через гарнітуру більшістю існуючих ігор, програмами миттєвого обміну повідомленнями й іншим ПЗ.
Також планується вебсайт, відомий як «Emortal», призначений для прослуховування музики, перегляду фотографій і інших видів діяльності, змінюваний виходячи із того, що у користувача на думці і що він відчуває.
Інший продукт — панель управління Emotiv, що з'являється в багатьох відео, який дозволяє користувачам тренувати різні думки, такі як «поштовх» і «зникнути», і перевіряти їх на кубі. Він також дозволяє користувачеві переглядати його емоційний стан, такий як «збудження», на графіці. Програма має 2D синій аватар, який дозволяє користувачеві переглядати свій вираз обличчя, і налаштовувати чутливість.
Безкоштовний SDK (SDK Lite) доступний для завантаження на вебсайті Emotiv. Він включає в себе програмне забезпечення емуляції Emotiv EPO для розробників, які не мають гарнітури.
Emokit [Архівовано 22 грудня 2013 у Wayback Machine.] — відкритий вихідний код бібліотеки Python для зчитування даних датчиків з EPOC від Cody Brocious. Був написаний шляхом зворотньої розробки зашифрованого протоколу.

## Маркетинг
На Game Developers Conference 2008 в Сан-Франциско гарнітура Emotiv була в числі нових пристроїв введення для відеоігор. Демо грою була головоломка, в якій гравець відновлює Стоунхендж.
У липні 2010 року, Тан Лі представила демо-гарнітуру на конференції TED.

## Конкуренти
Галузь споживчих нейрокомп'ютерних інтерфейсів має трьох основних гравців: NeuroSky, Emotiv, і OCZ. Emotiv EPOC має значно більше електродів, ніж її конкуренти і трохи дорожче.